# بيل إروين (مصارع محترف)
بيل إروين (بالإنجليزية: Barney Irwin)‏ هو مصارع محترف أمريكي، ولد في 17 سبتمبر 1954 في دولوث في الولايات المتحدة.

## وصلات خارجية
- بيل إروين على موقع CageMatch worker (الإنجليزية)
- بيل إروين على موقع عالم المصارعة على الإنترنت (الإنجليزية)

- بيل إروين على موقع IMDb (الإنجليزية)
- بيل إروين على موقع قاعدة بيانات الفيلم (الإنجليزية)